# Telavi

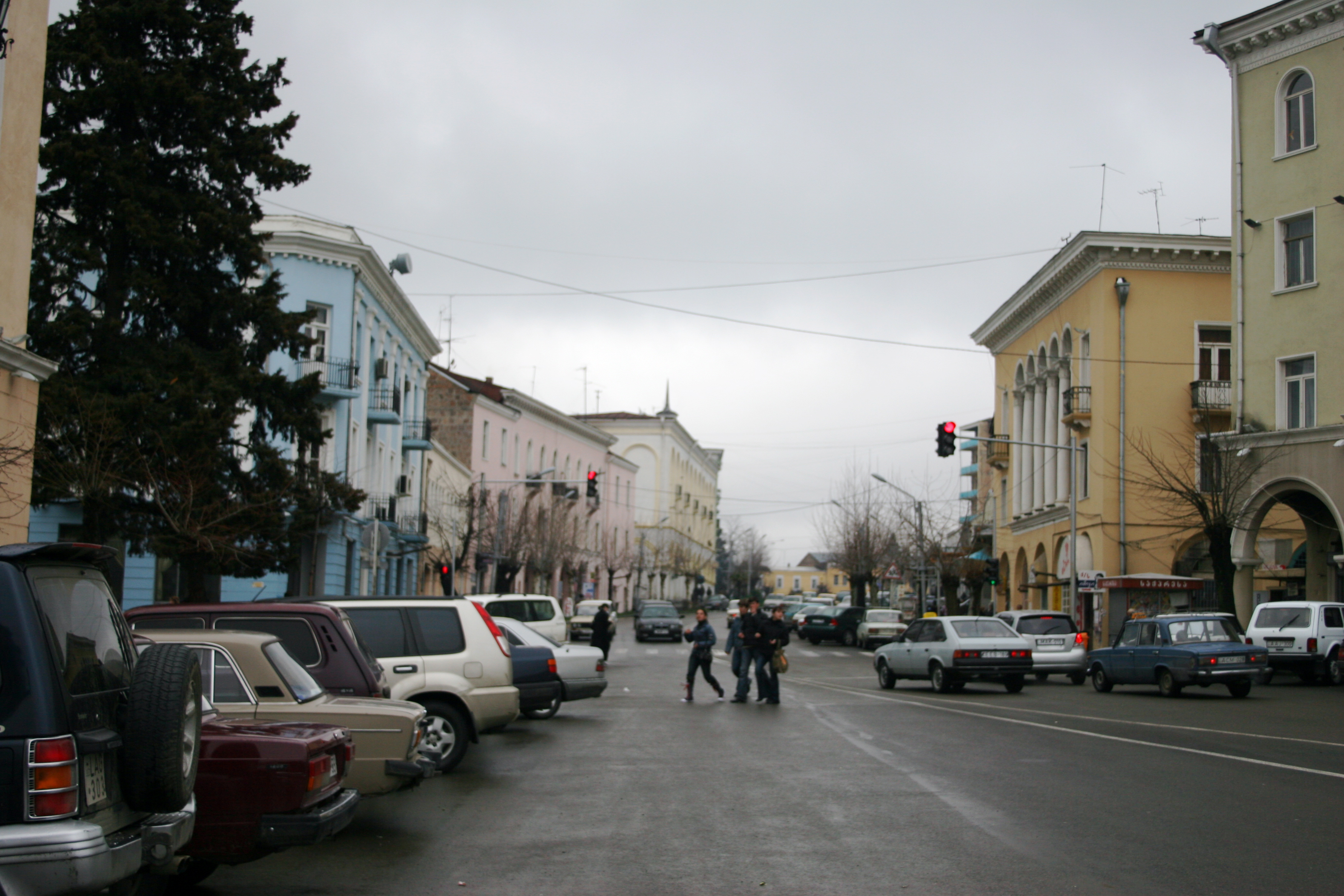
Centrum Telavi

Telavi (gruzínsky თელავი) je gruzínské město ve východní části země zhruba 70 kilometrů na východ od hlavního města Tbilisi. Je administrativním centrem regionu Kachetie. Ve městě žije 19 629 obyvatel (2014).

## Historie
Oblast byla dle archeologických nálezů obydlená již v době bronzové. Město je poprvé zmíněno v geografických spisech řeckého učence Klaudia Ptolemaia z 2. století našeho letopočtu. Tehdy se jmenovalo Telada. Telavi pak kolem 8. století nabylo na významu a stalo se administrativním centrem nového knížectví Kachetie, které právě získalo nezávislost. Od 10. do 12. století bylo Telavi hlavním městem Kachetského království. Po vzniku prvního sjednoceného Gruzínského království si Telavi udrželo svou významnou pozici a bylo jedním z nejdůležitějších politických a hospodářských center v Gruzii. Po rozpadu Gruzínského království v 15. století sice nastal úpadek a Telavi se proměnilo v pouhé provinční město. Od 17. století začalo Telavi opět vzkvétat a stalo se druhým nejdůležitějším městem Kartlijsko-kachetského království hned po hlavním městě Tbilisi.

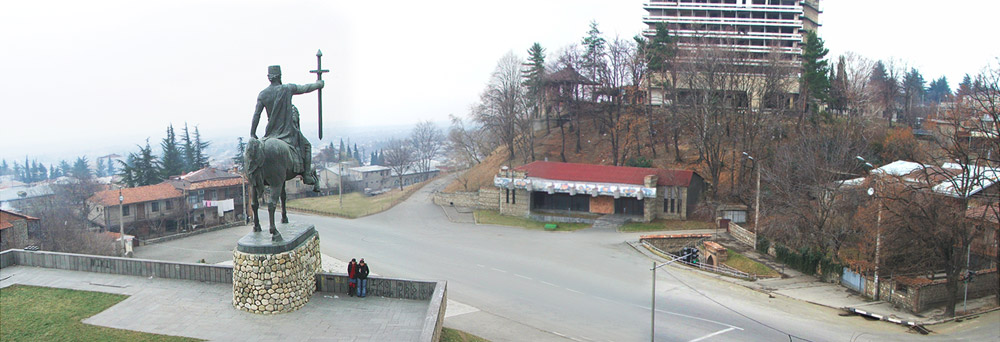
Socha kartlijsko-kachetského krále Erakla II.

Největší slávy dosáhlo Telavi za vlády krále Erakla II. (1744–1798), který se zasadil o proměnu města v jedno z největších kulturních a strategických míst své země. Bylo například založeno místní městské divadlo a teologický seminář. Také dal směr ekonomickému rozvoji nejen města, ale i celému království a v konečném důsledku i celé Gruzie. V roce 1801 ale Telavi padlo do ruských rukou a ztratilo své postavení. Pod ruskou vládou se z Telavi stalo pouhé krajské město kachetského újezdu v rámci tbiliské gubernie. Město však ještě mohlo těžit ze své bývalé slávy, neboť zde bylo zřízeno centrum lehkého průmyslu (kožedělný, potravinářský, hrnčířský, zpracování vína, atd.). Do konce 19. století žilo v Telavi na 12 tisíc obyvatel.
Po krátce trvající nezávislosti Gruzie v letech 1918–1921 a sovětské éře se Telavi v roce 1991 stalo opět administrativním centrem, tentokrát regionu Kachetie.

## Památky

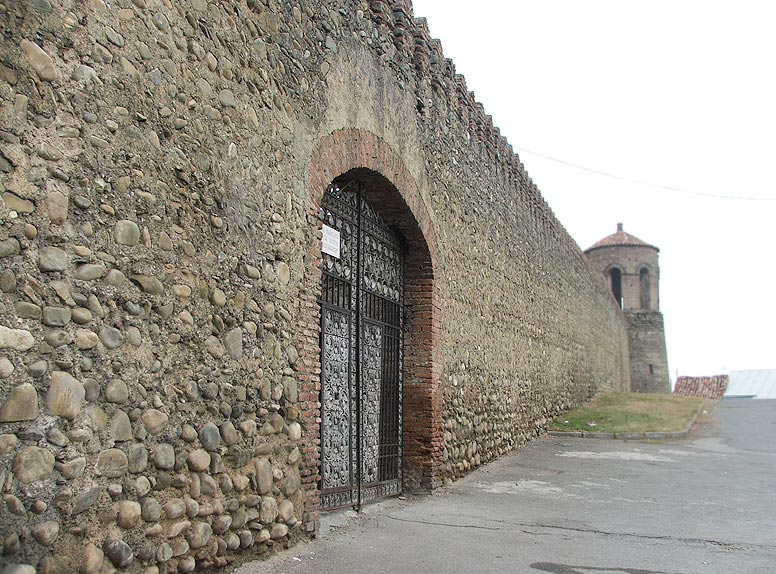
Palác krále Erakleho II. v Telavi

Díky své bohaté historii a významu se dodnes dochovalo v Telavi mnoho památek. Nejvýznamnější jsou čtvery městské hradby, které se dochovaly ze čtyř různých historických období. Telavi si drží pověst nejlépe zachovalého historického města v Gruzii.
- Dzveli Galavani (Staré zdi) – Pevnost prvních kachetských králů z 9. až 10. století
- Kostel Pany Marie ze 16. století
- Kostel Nejsvětější Trojice z 6. století
- Pevnost Batonis Ciche ze 17. století – toto je nejlépe zachovalý středověký královský palác v celé Gruzii
- Korčibašišvilebis Ciche – Sídlo místního šlechtického rodu Korčibašišvili ze 16. až 18. století
- Vachvachišvilebis Ciche – Sídlo místního šlechtického rodu Vachvachišvili z 18. století.

## Partnerská města
- Šeki, Ázerbájdžán